# Szastarka (gromada)
Szastarka – dawna gromada, czyli najmniejsza jednostka podziału terytorialnego Polskiej Rzeczypospolitej Ludowej w latach 1954–1972.
Gromady, z gromadzkimi radami narodowymi (GRN) jako organami władzy najniższego stopnia na wsi, funkcjonowały od reformy reorganizującej administrację wiejską przeprowadzonej jesienią 1954 do momentu ich zniesienia z dniem 1 stycznia 1973, tym samym wypierając organizację gminną w latach 1954–1972.
Gromadę Szastarka z siedzibą GRN w Szastarce utworzono – jako jedną z 8759 gromad na obszarze Polski – w powiecie kraśnickim w woj. lubelskim na mocy uchwały nr 10 WRN w Lublinie z dnia 5 października 1954. W skład jednostki weszły obszary dotychczasowych gromad Brzozówka wieś, Brzozówka kol., Majdan Obleszcze i Szastarka ze zniesionej Brzozówka w tymże powiecie. Dla gromady ustalono 22 członków gromadzkiej rady narodowej.
1 stycznia 1962 do gromady Szastarka włączono obszar zniesionej gromady Blinów w tymże powiecie.
31 grudnia 1964 do gromady Szastarka włączono wieś Cieślanki ze zniesionej gromady Sulów w tymże powiecie.
Gromada przetrwała do końca 1972 roku, czyli do kolejnej reformy gminnej. 1 stycznia 1973 w powiecie kraśnickim utworzono gminę Szastarka.